# Galina Czajankowa
Galina Michajłowna Czajankowa (ros. Галина Михайловна Чаянкова) – docent, doktor nauk historycznych, (praca pt: „Kierowanie przez Komunistyczną Partię Białorusi rozwojem gospodarki zbożowej w latach 1976 – 1985” – obrona w 1988) [«Руководство Компартии Белоруссии развитием зерного хозяйства (1976 – 1985 гг.)], obecnie prorektor ds. wychowawczych Białoruskiego Państwowego Uniwersytetu Transportu w Homlu na Białorusi. [Белорусский государственный университет транспорта]. 
Prowadzi wykłady z przedmiotów Historia Białorusi [История Беларуси] i wielka wojna ojczyźniana 1941-1945 [Великая Отечественная война советского народа]. 

## Publikacje
- «Советское общество в 40-80-е гг.: Материалы к лекциям для преподавателей, студентов всех спец.» [Społeczeństwo radzieckie w latach 1940-1989: materiały do wykładów dla wykładowców i studentów wszystkich specjalizacji] (wyd. 1993);
- «Аспекты мировозрения в подотовке современного инжынера транспорта» [Aspekty światopoglądu w przygotowaniu współczesnego inżyniera transportu] (wyd. 2006) - współautor.